# أدور (فلم)
أدور هو فيلم مغربي صدر في سنة 2017، وتدور قصته عن كفاح المقاوم الأمازيغي زايد أوحماد الذي حارب الاستعمار الفرنسي كما يتناول الفيلم جهاد قبائل أيت مرغاد بإقليم تنغير.

## اسم الفيلم
كلمة أدور تعني بالأمازيغية الشرف، وجاء اختيار هذا الاسم لكون الفيلم تم تصويره باللغة الأمازيغية، ويؤرخ لنضال أمازيغ الأطلس الكبير من أجل التصدي لمكائد المستعمر الفرنسي والثأر لكرامتهم وشرفهم.

## أماكن التصوير
تم تصوير الفيلم في إستوديوهات ورزازات بنسبة جاوزت 60 في المائة، لتصوير الحقبة التي تتحدث عنها القصة، كما جرى تم تصوير لقطات من الفيلم في أماكن مختلفة من الجنوب الشرقي للمغرب، بين تينغير وأسول وتادافالت.

## القصة
فيلم أدور يحكي عن مسار المجاهد زايد أوحماد، المنحدر من قرية اكدمان ايت هاني باقليم تنغير، شارك في معركة بادو 1933 والتي إنتهت بعد كفاح بطولي باستسلام قبائل أيت مرغاد، وعرف زايد أوحماد ببنيته الجسمانية القوية وبالشجاعة وولعه بالصيد وكان من أتباع الفقيه محمد بن الطيب الهواري، فرض عليه الفرنسيون شق الطريق بين أيت هاني وامسمرير في يوم صادف عيد الأضحى، إرتدى جلبابه وعمامته وذهب للعمل، أهانه رئيس الورش وقال له ”هل أتيت للعمل أم لأحيدوس" ووقع بينهما شجار أدى إلى تمزيق قميصه سنة 1933، إقتنع زايد أوحماد عندئذ بأنه يجب محاربة المستعمر الفرنسي، وبدأ جهاده بقتل الضابط الذي إعتدى عليه شتنبر 1933 واستمر في عملياته ضد الفرنسيين وأعوانهم إلى إسشهاده في مارس 1936.

## الممثلون
| الممثلون          | الدور       |
| ----------------- | ----------- |
| عبد اللطيف عاطف   | زايد أوحماد |
| حسن العليوي       | سعيد أوحماد |
| الحسين باردواز    | موحا أوحمو  |
| لطيفة أحرار       | عائشة حدو   |
| إيناركوا ماطروطشي | الكابتن     |